# Henry Meijdam
Henry Marcel Meijdam (Huizen, 24 juli 1961) is een Nederlandse VVD-politicus, bestuurder en organisatieadviseur. Sinds 1 januari 2022 is hij partner bij adviesbureau NieuwBeeld. 

## Biografie
Henry Meijdam doorliep het vwo aan het Goois Lyceum te Bussum en studeerde aansluitend tot 1987 Nederlands recht (staatsrecht) aan de Universiteit Utrecht. Van 1986 tot 1993 was hij directeur bij Bank Mees & Hope. Hij is zijn politieke carrière begonnen in de JOVD afdeling 't Gooi e.o. Vervolgens werd hij in zijn woonplaats Huizen gekozen als gemeenteraadslid voor de VVD. Later werd hij fractievoorzitter en in de periode 1991-1998 was hij wethouder en locoburgemeester van Huizen. In die periode was hij ook voorzitter van het gewest Gooi en Vechtstreek.
Van 1995 tot 1998 was Meijdam lid van de VVD-fractie van Provinciale Staten in Noord-Holland. Vanaf 1998 was hij gedeputeerde in deze provincie met de portefeuille financiën, ruimtelijke ordening en milieu, en als zodanig onder meer belast met de regelgeving rond Schiphol. Tevens was hij plaatsvervangend commissaris van de Koningin. Zijn opvolger als gedeputeerde was zijn partijgenoot Ton Hooijmaijers.
Tussentijds heeft Meijdam een gooi gedaan naar het partijvoorzitterschap van de VVD, echter heeft hij niet gewonnen van de andere kandidaten. Hij heeft het moeten afleggen tegen Jan van Zanen. Die laatste won met ruim 500 stemmen verschil, een ruime marge omdat van de 46.000 VVD-leden slechts ongeveer 6.500 hun stem uitbrachten. Binnen de partij is hij thans voorzitter van de kamercentrale (kieskring) Haarlem.
In januari 2005 werd hij burgemeester van de gemeente Zaanstad. Hij kreeg in deze periode een relatie met de gemeentesecretaris, Maria Overmars. Omdat enkele wethouders en gemeenteraadsleden meenden dat deze relatie onverenigbaar was met het gemeentebelang, trad eerst Overmars af en kort daarna ook Meijdam. Als burgemeester werd hij opgevolgd door Jan Mans. Op 18 mei 2006 traden Henry Meijdam en Maria Overmars te Naarden in het huwelijk.
Van oktober 2005 tot 2016 was Meijdam directeur van het opleidingsbedrijf ESPEQ in Heerhugowaard. Daarnaast is hij sinds februari 2008 directeur van CURNET, kennisnetwerk voor de fysieke leefomgeving in Gouda en bekleedt hij een aantal commissariaten en bestuursfuncties, waaronder het voorzitterschap van Theater Bellevue te Amsterdam en de Stichting KOMO. Zijn bedrijf M&O (Meijdam & Overmars) B.V. is actief bij het (doen) realiseren van ruimtelijke opgaven.
Op 2 november 2010 werd Meijdam door minister Melanie Schultz van Haegen benoemd tot voorzitter van de Commissie Permanente Structuur en Dubbel Opstaptarief in de treinrailketen (Commissie OV-Chipcard), die de problemen rond de OV-chipkaart moest onderzoeken. Dit onderzoek werd op 29 juni 2011 afgerond. Naar aanleiding van het rapport heeft de minister Meijdam aangesteld als kwartiermaker om voorstellen uit het rapport uit te werken.
Hij is in 2012 benoemd tot eerste voorzitter van de Raad voor de leefomgeving en infrastructuur (Rli), het nieuw ingestelde adviescollege van regering en parlement voor het gehele fysieke domein. De Raad voor het Landelijk Gebied, de Raad voor Verkeer en Waterstaat, de VROM-raad en de Adviesraad Gevaarlijke Stoffen worden hiermee samengevoegd in één adviesraad. Hij was al voorzitter van de VROM-Raad. Op 28 januari 2016 nam hij afscheid als voorzitter van de Rli. In 2012 waren er vragen over mogelijke belangenverstrengeling.
Vanaf maart 2015 is Meijdam benoemd tot voorzitter van de commissie Omgaan met risico's van geïnduceerde aardbevingen. Van 1 januari 2016 tot en met 30 september 2020 was hij algemeen directeur van het Interprovinciaal Overleg. Van 1 oktober 2020 tot 24 juni 2021 was hij waarnemend burgemeester van Lelystad en werd hij opgevolgd door Mieke Baltus. Op 1 januari 2022 werd hij partner bij adviesbureau NieuwBeeld, waar hij zich toelegt op vraagstukken op het snijvlak tussen bedrijfsleven en openbaar bestuur.